# Victor Hănescu
Victor Hănescu (* 21. Juli 1981 in Bukarest) ist ein ehemaliger rumänischer Tennisspieler.

## Karriere
Hănescu begann im Alter von sieben Jahren, Tennis zu spielen. Im Jahr 2000 war sein erstes Profijahr. Seit 2001 spielt er für die rumänische Davis-Cup-Mannschaft.
Den größten Erfolg seiner Karriere feierte Hănescu bei den French Open, als er nach einem Fünfsatzsieg gegen David Nalbandian in das Viertelfinale einzog. Dort unterlag er dem Weltranglistenersten Roger Federer.
Seine bislang beste Platzierung in der Weltrangliste erreichte er am 6. Juli 2009 mit Platz 26. 2006 konnte er keines der guten Resultate verteidigen und fiel in der Weltrangliste weit zurück. Er kämpft mit Verletzungen und konnte nur bei wenigen Turnieren teilnehmen, wo er früh ausschied. 2008 gewann er das Finale in Gstaad, sein einziger Turniersieg bei einem Turnier der ATP World Tour.
Im Doppel gewann er zwei ATP-Turniere (Kitzbühel und Acapulco).

## Erfolge
| Legende (Anzahl der Siege)  |
| Grand Slam                  |
| ATP World Tour Finals       |
| ATP World Tour Masters 1000 |
| ATP World Tour 500 (1)      |
| ATP World Tour 250 (2)      |
| ATP Challenger Tour (10)    |

| ATP-Titel nach Belag |
| Sand (3)             |
| Hartplatz (0)        |
| Rasen (0)            |

### Einzel

#### Turniersiege

##### ATP World Tour
| Nr. | Datum         | Turnier | Belag | Finalgegner   | Ergebnis |
| --- | ------------- | ------- | ----- | ------------- | -------- |
| 6.  | 13. Juli 2008 | Gstaad  | Sand  | Igor Andrejew | 6:3, 6:4 |

##### ATP Challenger Tour
| Nr. | Datum              | Turnier       | Belag | Finalgegner           | Ergebnis      |
| --- | ------------------ | ------------- | ----- | --------------------- | ------------- |
| 1.  | 29. September 2002 | Maia          | Sand  | Óscar Hernández       | 6:1, 3:6, 6:3 |
| 2.  | 9. Oktober 2004    | Rom           | Sand  | Francesco Aldi        | 7:64, 6:2     |
| 3.  | 5. August 2007     | Timișoara (1) | Sand  | Santiago Ventura      | 7:62, 6:3     |
| 4.  | 18. August 2007    | Graz          | Sand  | Leonardo Mayer        | 7:64, 6:2     |
| 5.  | 30. September 2007 | Bukarest      | Sand  | Marcel Granollers     | 7:66, 6:1     |
| 6.  | 15. Juli 2012      | Timișoara (2) | Sand  | Guillaume Rufin       | 6:0, 6:3      |
| 7.  | 16. September 2012 | Banja Luka    | Sand  | Andreas Haider-Maurer | 6:4, 6:1      |
| 8.  | 23. September 2012 | Stettin       | Sand  | Íñigo Cervantes       | 6:4, 7:5      |

#### Finalteilnahmen

##### ATP World Tour
| Nr. | Datum              | Turnier    | Belag | Finalgegner        | Ergebnis       |
| --- | ------------------ | ---------- | ----- | ------------------ | -------------- |
| 1.  | 16. September 2007 | Bukarest   | Sand  | Gilles Simon       | 6:4, 3:6, 2:6  |
| 2.  | 19. Juli 2009      | Stuttgart  | Sand  | Jérémy Chardy      | 6:1, 3:6, 4:6  |
| 3.  | 11. April 2010     | Casablanca | Sand  | Stanislas Wawrinka | 2:6, 3:6       |
| 4.  | 22. Mai 2011       | Nizza      | Sand  | Nicolás Almagro    | 7:65, 3:6, 3:6 |

### Doppel

#### Turniersiege

##### ATP World Tour
| Nr. | Datum            | Turnier   | Belag | Partner         | Finalgegner                     | Ergebnis |
| --- | ---------------- | --------- | ----- | --------------- | ------------------------------- | -------- |
| 3.  | 20. Juli 2008    | Kitzbühel | Sand  | Jamie Cerretani | Lucas Arnold Ker Olivier Rochus | 6:3, 7:5 |
| 4.  | 26. Februar 2011 | Acapulco  | Sand  | Horia Tecău     | Marcelo Melo Bruno Soares       | 6:1, 6:3 |

##### ATP Challenger Tour
| Nr. | Datum           | Turnier | Belag | Partner         | Finalgegner                         | Ergebnis      |
| --- | --------------- | ------- | ----- | --------------- | ----------------------------------- | ------------- |
| 1.  | 2. Juni 2002    | Turin   | Sand  | Óscar Hernández | Denis Golowanow Vadim Kutsenko      | 6:4, 6:3      |
| 2.  | 25. August 2002 | Genf    | Sand  | Leonardo Olguín | Andrés Schneiter Orlin Stanoitschew | 1:6, 6:4, 6:4 |

#### Finalteilnahmen

##### ATP World Tour
| Nr. | Datum              | Turnier   | Belag | Partner      | Finalgegner                      | Ergebnis      |
| --- | ------------------ | --------- | ----- | ------------ | -------------------------------- | ------------- |
| 1.  | 18. September 2005 | Bukarest  | Sand  | Andrei Pavel | José Acasuso Sebastián Prieto    | 3:6, 6:4, 3:6 |
| 2.  | 19. Juli 2009      | Stuttgart | Sand  | Horia Tecău  | František Čermák Michal Mertiňák | 5:7, 4:6      |